# Eurycercus
Eurycercus is een geslacht van kreeftachtigen uit de klasse van de Branchiopoda (blad- of kieuwpootkreeftjes).

## Soort
- Eurycercus lamellatus (O.F. Müller, 1776)